# حزب سياسي

شعار الحزب السياسي PCA

الحزب السياسي (بالإنجليزية: Political Party)‏ هو منظمة تنسق بين المرشحين للمنافسة في انتخابات بلد معين. يتبنى أعضاء الحزب غالبًا أفكارًا متشابهة حول السياسة، ويمكن للأحزاب أن تروج لأهداف أيديولوجية أو سياسية محددة.
كانت و لا تزال الأحزاب السياسية جزءًا رئيسيًا من السياسة في كل بلد تقريبًا، فتطورت المنظمات الحزبية الحديثة وانتشرت خلال القرون القليلة الماضية في جميع أنحاء العالم. تملك بعض الدول نظام الحزب الواحد، بينما يملك البعض الآخر نظام الأحزاب المتعددة. يستحيل وجود بلدان بلا أحزاب سياسية. تُعد الأحزاب مهمة في سياسات الأنظمة الاستبدادية والديمقراطيات، وذلك على الرغم من امتلاك الديمقراطيات أحزاب سياسية أكثر من الأنظمة الاستبدادية. يحكم البلدان ذات الأنظمة الاستبدادية حزب واحد غالبًا، ويعتبر بعض علماء السياسة التنافس بين حزبين أو أكثر جزءًا أساسيًا من الديمقراطية.
يمكن للأحزاب أن تتطور من الانقسامات الموجودة في المجتمع، مثل الانقسامات بين الطبقات الاجتماعية الدنيا والعليا، وتنظيم عملية اتخاذ القرارات السياسية من خلال تشجيع أعضائها على التعاون. تشمل الأحزاب السياسية عادة زعيم الحزب الذي يتحمل المسؤولية الأساسية عن أنشطة الحزب، والمديرين التنفيذيين للحزب، الذين يمكن لهم اختيار القائد والمسؤولين عن تأدية المهام الإدارية والتنظيمية، وأعضاء الحزب الذين قد يتطوعون لمساعدة الحزب والتبرع بالمال له والتصويت لمرشحيه. هناك العديد من الطرق المختلفة التي يمكن من خلالها هيكلة الأحزاب السياسية والتفاعل مع الناخبين. ينظم القانون غالبًا المساهمات التي يقدمها المواطنون للأحزاب السياسية؛ وتحكم الأحزاب أحيانًا بطريقة تفيد الأشخاص الذين يتبرعون بالوقت والمال لها.
تُحفَّز العديد من الأحزاب السياسية بأهداف أيديولوجية. تتميز الانتخابات الديمقراطية بشكل شائع بوجود منافسات بين الأحزاب الليبرالية والمحافظة والاشتراكية. تشمل الأيديولوجيات الشائعة الأخرى للأحزاب السياسية الكبيرة جدًا الشيوعية، والشعبوية، والقومية والإسلاموية. تتبنى الأحزاب السياسية في البلدان المختلفة غالبًا ألوانًا ورموزًا متشابهة لتعريف نفسها بأيديولوجية معينة. لا تملك العديد من الأحزاب السياسية انتماء أيديولوجيًا، ويمكن أن تنخرط في المقام الأول في المحسوبية أو الزبونية أو النهوض برائد أعمال سياسي معين.

## سبب وجود الأحزاب السياسية
الأحزاب السياسية هي سمة منتشرة في كل مكان تقريبًا في البلدان الحديثة. تمتلك جميع الدول الديمقراطية تقريبًا أحزابًا سياسية قوية، ويعتبر العديد من علماء السياسة أن البلدان التي يوجد فيها أقل من حزبين هي بالضرورة بلدان استبدادية. تسمح هذه المصادر بأن الدولة التي تضم أحزاب تنافسية متعددة ليست ديمقراطية بالضرورة؛ وأن سياسات العديد من الدول الاستبدادية منظمة حول حزب سياسي واحد مهيمن. أدى انتشار الأحزاب السياسية وقوتها في كل دولة حديثة تقريبًا بالباحثين إلى الملاحظة بأن وجود الأحزاب السياسية يكاد يكون قانونًا سياسيًا، والتساؤل عن السبب الذي يجعل الأحزاب تبدو وكأنها جزء أساسي من الدول الحديثة. توصل علماء السياسة إلى عدة تفسيرات لسبب كون الأحزاب السياسية ظاهرة سياسية عالمية تقريبًا.

### الانقسامات الاجتماعية
إن أحد التفسيرات الأساسية وراء وجود الأحزاب السياسية هو أنها تنشأ من انقسامات موجودة مسبقًا بين الناس، إذ ينقسم المجتمع بطريقة معينة، ويتشكل حزب لتنظيم هذا التقسيم إلى منافسة انتخابية. أظهر الاقتصاديون وعلماء السياسة بحلول خمسينيات القرن الماضي أن المنظمات الحزبية يمكنها الاستفادة من توزيع تفضيلات الناخبين على القضايا السياسية، وتعديل نفسها استجابة لما يعتقده الناخبون لتصبح أكثر تنافسية. بدأ الأكاديميون منذ ستينيات القرن العشرين في تحديد الانقسامات الاجتماعية في البلدان المختلفة التي ربما أدت إلى ظهور أحزاب معينة، مثل الانقسامات الدينية في بلدان معينة والتي ربما تكون قد أنتجت أحزابًا دينية هناك.
أثارت النظرية القائلة بأن الأحزاب تنتج عن الانقسامات الاجتماعية العديد من الانتقادات. اعترض بعض المؤلفين على ذلك لأسباب تجريبية، فتراوحت تلك الأسباب بين عدم إيجادهم لأي دليل على ادعاء انبثاق الأحزاب من الانقسامات القائمة، أو جدالهم بأن الادعاء غير قابل للاختبار تجريبيًا. يلاحظ آخرون أنه على الرغم من أن الانقسامات الاجتماعية قد تتسبب في وجود الأحزاب السياسية، فإن هذا يحجب التأثير المعاكس بأن الأحزاب السياسية تسبب أيضًا تغييرات في الانقسامات الاجتماعية الأساسية. هناك اعتراض آخر على سبب وجود الأحزاب السياسية المتمثل في انبثاقها من الانقاسامات الاجتماعية القائمة؛ فيجعل ذلك النظرية قصة غير كاملة عن المكان الذي تأتي منه الأحزاب ما لم تشرح أيضًا مصدر الانقسامات الاجتماعية. اقتُرِحت أصول الانقسامات الاجتماعية أيضًا، فقالت إحدى الحجج إن الانقسامات الاجتماعية تتشكل من الصراعات التاريخية.

### الحوافز الفردية والجماعية
يتمثل التفسير البديل لوجود الأحزاب في كل مكان في جميع أنحاء العالم بأن تشكيل الأحزاب يوفر حوافز متوافقة للمرشحين والمشرّعين؛ فينسق، مثلًا، وجود الأحزاب السياسية المرشحين عبر الدوائر الجغرافية بحيث يكون لدى مرشح في دائرة انتخابية واحدة حافز لمساعدة مرشح مماثل في دائرة انتخابية مختلفة. يمكن أن تكون الأحزاب السياسية آليات لمنع المرشحين الذين لديهم أهداف مماثلة من التصرف على حساب بعضهم البعض أثناء الحملات الانتخابية أو الحكم. يساعد هذا في تفسير انتشار الأحزاب في كل مكان لأنه، إذا شكلت مجموعة من المرشحين حزبًا وألحقوا الضرر ببعضهم البعض بشكل أقل، فسيكون أداؤهم أفضل على المدى الطويل من أداء السياسيين غير المنتسبين، وبالتالي سيُستبعد السياسيين ذوي الانتماءات الحزبية من منافسة السياسيين غير المنتمين حزبيًا.
يمكن للأحزاب أيضًا مواءمة حوافز أعضائها عندما يكون هؤلاء الأعضاء في الهيئة التشريعية. يمكن أن يساعد وجود جهاز حزبي تحالفات الناخبين على الاتفاق على خيارات سياسية مثالية؛ وذلك في حين أن الهيئة التشريعية للأعضاء غير المنتسبين قد لا تكون قادرة أبدًا على الاتفاق على خيار واحد أفضل للسياسة دون أن تقيد بعض المؤسسات خياراتها.

### الأحزاب كإرشاديات
يعود التفسير البارز الآخر لسبب وجود الأحزاب السياسية للناحية النفسية، فيمكن أن تكون الأحزاب ضرورية للعديد من الأفراد للمشاركة في السياسة، وذلك لأنها توفر إرشادًا مبسطًا على نطاق واسع، مما يسمح للناس باتخاذ خيارات مدروسة بجهد عقلي أقل بكثير. سيتعين على الناخبين إجراء تقييم فردي لكل مرشح في كل انتخابات بدون وجود أحزاب سياسية؛ ولكن الأحزاب السياسية تمكن الناخبين من إصدار أحكام حول مجموعات قليلة فقط، وتطبيق حكمهم الحزبي على جميع المرشحين المنتمين إلى تلك المجموعة بعد ذلك. تقلل الأحزاب العبء المعرفي على الأشخاص للإدلاء بأصوات مدروسة؛ وذلك لأنه من الأسهل بكثير التعرف على برامج الأحزاب القليلة مقارنة بالمواقف الشخصية للعديد من المرشحين. تشير الأدلة إلى أن قوة تحديد هوية الأطراف قد بدأت بالضعف على مدى العقود العديدة الماضية؛ وبالتالي فقد تكون هذه الوظيفة أقل أهمية بالنسبة للأطراف مما كانت عليه في الماضي.

## منظمات دولية
خلال القرن التاسع عشر، والقرن العشرين، نظمت العديد من الأحزاب السياسية الوطنية نفسها في منظمات دولية، على غرار خطوط السياسة المماثلة.
ومن الأمثلة البارزة الحزب العالمي، رابطة العمال الدولية (تسمى أيضًا الأممية الأولى)، الأممية الاشتراكية (تسمى أيضًا الأممية الثانية)، الأممية الشيوعية (تسمى أيضًا الأممية الثالثة)، والأممية الرابعة، كمنظمات لأحزاب الطبقة العاملة، أو الليبرالية الدولية (الأصفر)، حزب التحرير، المسيحية الديمقراطية الدولية، والاتحاد الديمقراطي الدولي (الأزرق).
تم تنظيم الحزب الشيوعي الدولي، في إيطاليا عام 1945، ومنذ عام 1974 ومقره في فلورنسا، ولديه أقسام في ست دول.
أنشأت الأحزاب الخضراء حول العالم، مؤخرًا حزب الخضر العالمي.
الحزب العالمي، الاشتراكية الدولية، الليبرالية الدولية، والاتحاد الديمقراطي الدولي جميعهم مقرهم في لندن. تحظر بعض الإدارات، مثل هونغ كونغ، الروابط الرسمية بين المنظمات السياسية المحلية، والأجنبية، وتحظر فعليًا الأحزاب السياسية الدولية.

## أنواع الأحزاب السياسية
قام كلاوس فون بيمي بتصنيف الأحزاب الأوروبية إلى تسع عائلات، والتي وصفت معظم الأحزاب. كما تمكن من ترتيب سبعة منهم من اليسار إلى اليمين: الشيوعي، والاشتراكي، والأخضر، والليبرالي، والديمقراطي المسيحي، والمحافظ والليبرتاري. كما تباين موقفه من نوعين آخرين، الأحزاب الزراعية الإقليمية، والأحزاب العرقية.
ميز علماء السياسة، بين أنواع مختلفة من الأحزاب السياسية التي تطورت عبر التاريخ.. وتشمل:
(حزب النخبة)، و (الحزب الجماهيري)، و (الحزب الشامل)، و (أحزاب الكارتل)، و (الأحزاب المتخصصة)
كانت أحزاب النخبة السياسية، معنية بخوض الانتخابات، وقيدت نفوذ الأحزاب الأخرى، الذين طُلب منهم فقط المساعدة في الحملات الانتخابية. كما حاولت الأحزاب الجماهيرية، تجنيد أعضاء جدد كانوا مصدرًا لدخل الحزب، وكان يُتوقع منهم غالبًا نشر أيديولوجية الحزب، والمساعدة في الانتخابات.
في الولايات المتحدة، كان كلا الحزبين الرئيسيين المسيطرين من حزبا الكوادر النخبة، وأدى إدخال الانتخابات التمهيدية، والإصلاحات الأخرى، إلى تغييرهما، وتداول السلطة.. بحيث يتم الاحتفاظ بالسلطة، من قبل الناشطين الذين يتنافسون على النفوذ، وترشيح المرشحين.

### حزب الكادر أو النخبة
حزب الكادر، أو حزب النخبة، هو نوع من الأحزاب السياسية التي كانت مهيمنة في القرن التاسع عشر، قبل إدخال حق الاقتراع العام، ويتكون من مجموعة من الأفراد أو النخب السياسية.
ميز العالم السياسي الفرنسي مارسيل دوفيرجر، لأول مرة بين أحزاب «الكادر» و «الجماهيري»، مؤسسًا تمييزه على الاختلافات داخل الهياكل التنظيمية، لهذين النوعين.
تتميز أحزاب الكادر بالحد الأدنى، والتنظيم الفضفاض، ويتم تمويلها من خلال مساهمات نقدية أقل حجمًا تنشأ عادةً من خارج الحزب.
أحزاب الكادر، لا تعطي أولوية كبيرة لتوسيع قاعدة عضوية الحزب، وقادتها هم أعضاؤه الوحيدون. يتم تصنيف الأحزاب الأولى، مثل الاحزاب السياسية في الولايات المتحدة الأمريكية، والحزب الجمهوري الديمقراطي والفدراليين، على أنها كوادر.

### الحزب الجماهيري
الحزب الجماهيري، هو نوع من الأحزاب السياسية التي تطورت حول الشرائح المتعددة في المجتمع، وحشدت المواطنين العاديين أو «الجماهير» في العملية السياسية.
في أوروبا، أدى إدخال الاقتراع العام، إلى إنشاء أحزاب العمال التي تطورت لاحقًا إلى أحزاب جماهيرية؛ مثال على ذلك هو الحزب الديمقراطي الاجتماعي الألماني. مثلت هذه الأحزاب مجموعات كبيرة من المواطنين، الذين لم يكونوا ممثلين من قبل في العمليات السياسية، موضحين مصالح المجموعات المختلفة في المجتمع.
على عكس أحزاب الكوادر، يتم تمويل الأحزاب الجماهيرية، من قبل أعضائها، وتعتمد على قاعدة عضوية كبيرة، وتحافظ عليها.. علاوة على ذلك، تعطي الأحزاب الجماهيرية الأولوية لتعبئة الناخبين، وهي أكثر مركزية من الكوادر.

### الحزب الشامل
الحزب الشامل، الذي يسمى أيضًا (حزب الخيمة الكبيرة)، هو مصطلح تم تطويره من قبل العالم السياسي الألماني الأمريكي أوتو كيرشهايمر، حيث استخدمه لوصف الأحزاب التي تطورت في الخمسينيات، والستينيات، في التغييرات من داخل الأحزاب الجماهيرية.
وصف «كيرشهايمر» التحول من الأحزاب الجماهيرية التقليدية، إلى الأحزاب الشاملة، بأنه مجموعة من التطورات بما في ذلك «التخفيض الكبير للأفكار الإيديولوجية للحزب»، و«تخفيض دور عضو الحزب الفردي». من خلال توسيع أيديولوجياتهم المركزية إلى المزيد من الإنفتاحية.
تسعى الأحزاب الشاملة، إلى استقطاب، ودعم شريحة أوسع من السكان. علاوة على ذلك، يتم تقليل دور الأعضاء في الحزب، حيث يتم تمويل الحزب جزئياً من قبل الدولة، أو من خلال التبرعات.
في أوروبا، يجسد تحول الأحزاب الديمقراطية المسيحية، التي تم تنظيمها حول الدين إلى أحزاب وسط اليمين، كنوع أوسع.

### أحزاب الكارتل
حزب كارتل، أحزاب الكارتل، هي نوع من الأحزاب السياسية التي ظهرت بعد السبعينيات، وتتميز بتمويل حكومي كثيف، وتقليص دور الأيديولوجية في الحزب كمبدأ تنظيمي.
قام ريتشارد كاتز، وبيتر مير، بتطوير أطروحة حزب الكارتل الذي كتب: أن الأحزاب السياسية تحولت إلى «وكالات شبه دولة»، تعمل نيابة عن الدولة، بدلاً من الحزب في المجتمع.
يشير مصطلح «الكارتل»، إلى الطريقة التي تجعل الأحزاب البارزة في الحكومة متفوقة، ومن الصعب على الأحزاب الجديدة الدخول فيها، مثل تشكيل كارتل للأحزاب القائمة.
كما هو الحال مع «الأحزاب الشاملة»، فإن دور الأعضاء في أحزاب الكارتلات غير مهم إلى حد كبير، حيث تستخدم الأحزاب موارد الدولة، للحفاظ على موقعها داخل النظام السياسي.

### الأحزاب المتخصصة
الأحزاب المتخصصة، هي نوع من الأحزاب السياسية، التي تطورت على أساس ظهور انقسامات جديدة وقضايا في السياسة، مثل الهجرة، والبيئة.
على النقيض من التيار السائد أو الأحزاب الأخرى، فإن الأحزاب المتخصصة توضح مجموعة محدودة من المصالح في كثير من الأحيان بطريقة لا تتوافق مع الانقسام الاقتصادي السائد بين اليسار واليمين في السياسة، مع التركيز على القضايا التي لا تكتسب أهمية في الأحزاب الأخرى.
علاوة على ذلك، لا تستجيب الأحزاب المتخصصة للتغيرات في الرأي العام، بالقدر الذي تفعله الأحزاب السائدة. تشمل الأمثلة على الأحزاب المتخصصة أحزاب الخضر، والأحزاب القومية المتطرفة، مثل التجمع الوطني في فرنسا. ومع ذلك، ومع مرور الوقت، قد تفقد هذه الأحزاب بعض صفاتها المتخصصة، كتبني تلك الخاصة بالأحزاب السائدة، على سبيل المثال بعد دخولها للحكومة.

### نظام الجبهة الوطنية
وهو نظام قائم على ائتلاف مجموعة من الأحزاب المتماثلة في أهدافها، والمتقاربة، في قدرتها وأحجامها.. من اجل تنفيذ برنامج وطني متفق عليه، وبناء على ذلك يتم الاتفاق على عدد المقاعد النيابية لكل حزب، والحقائب الوزارية الأخرى، والمناصب الأخرى.

### نظام التعددية الحزبية
وهو نظام وجود أحزاب متقاربة في قوتها وقدرتها وحجمها تنافس على الوصول إلى الحكم عبر الانتخابات ولكن أي واحد منها لا تستطيع إجراء الأغلبية لتشكيل الحكومة.
لذلك تضطر إلى الائتلافات الحزبية مع بعضها، لضمان الأكثرية في مجلس النواب، الأمر الذي يستدعي تنازل كل حزب عن بعض أهدافه عبر المساومات، وصولا إلى الاتفاق على مبادئ وأهداف معينة، وبالتالي تشكيل الوزارة من ممثلي عدة أحزاب، أي تقاسم الحقائب الوزارية وفقا لقدراتها وعدة نوابها في مجلس النواب.
لذلك قد تكون الوزارة من حزبين متحالفين أو ثلاثة أحزاب أو أكثر وكلما كان العدد أكثر فإن الانسجام الوزاري يكون صعبا وقد يؤدي إلى تصدع الوزارة وإعادة تشكيلها، أو إلى إجراء انتخابات جديدة، وتشكل إيطاليا مثالا حيا للتعددية الحزبية منذ الحرب العالمية الثانية، وكذلك فرنسا، وألمانيا، ودولا أوروبية أخرى.

### عدم وجود أحزاب
وهو عدم وجود أحزاب حقيقية، عدا وجود جماعات متعددة غير ثابتة ومؤقتة ومائعة التي لا ينطبق عليها التعددية الحزبية.. وكانت هذه حالة الدول الأوربية الوسطى وغالبية الدول في إفريقيا، وآسيا، والشرق الأوسط، وكثيرا من دول أمريكا اللاتينية، والدول الكبرى في القرن التاسع عشر.